# Rindsmaul (Adelsgeschlecht)

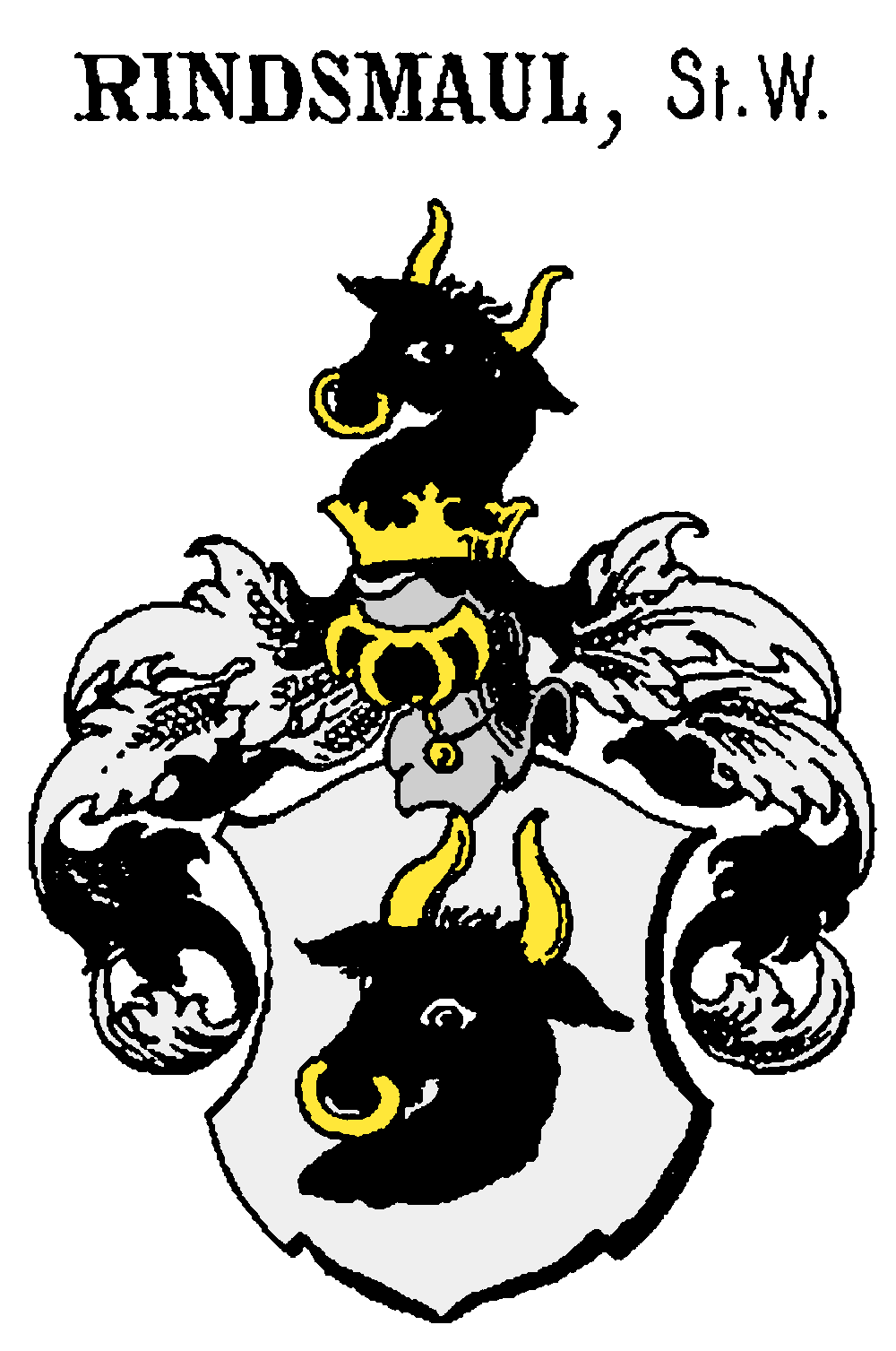
Stammwappen derer von Rindsmaul

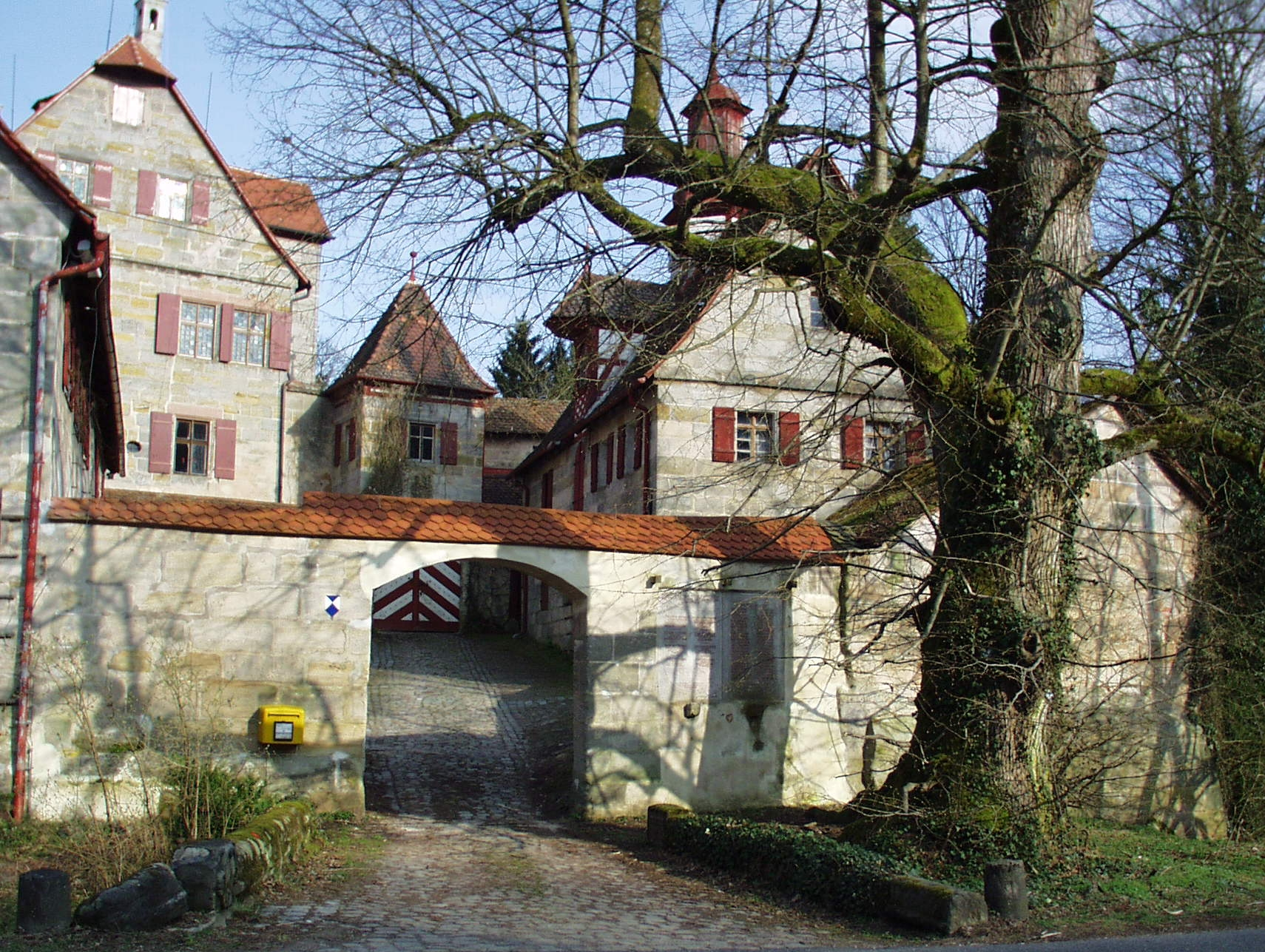
Schloss Grünsberg, bei Altdorf im Nürnberger Land, einst als Stammsitz im Besitz der Familie von Rindsmaul

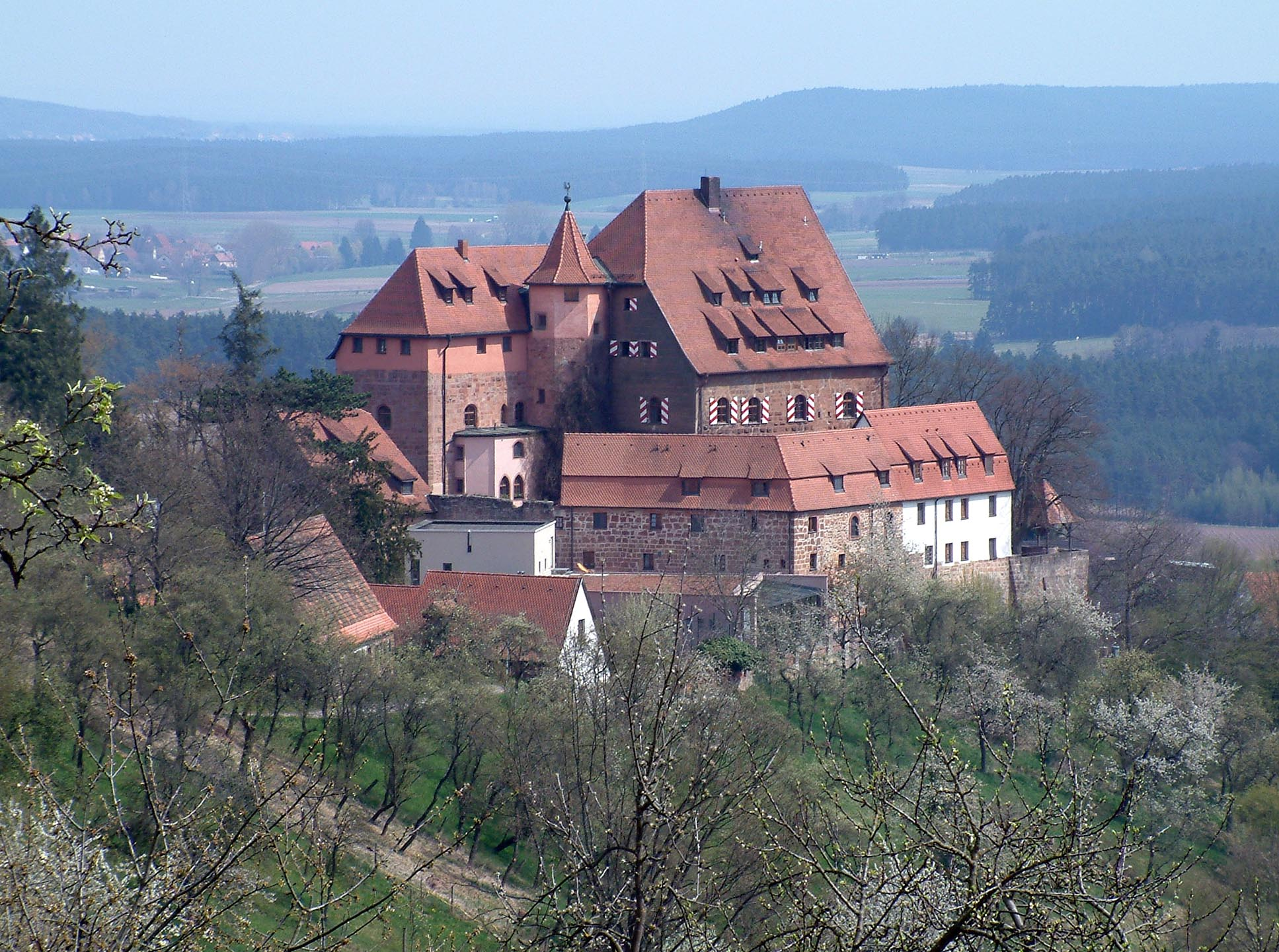
Burg Wernfels hoch über dem Rezattal, bis 1284 im Besitz derer Rindsmaul

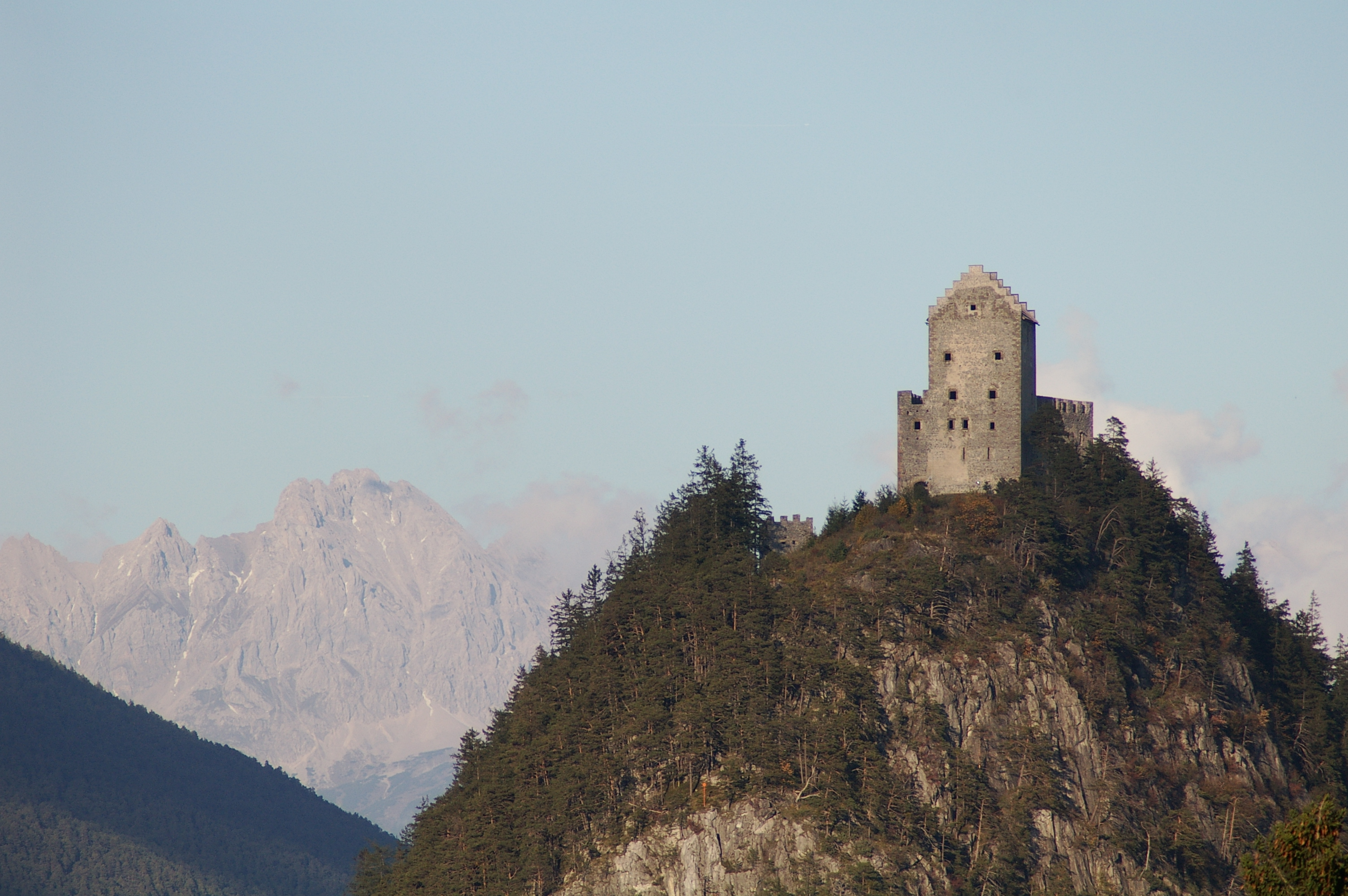
Burg Kronburg, Österreich, einst im Besitz derer von Rindsmaul

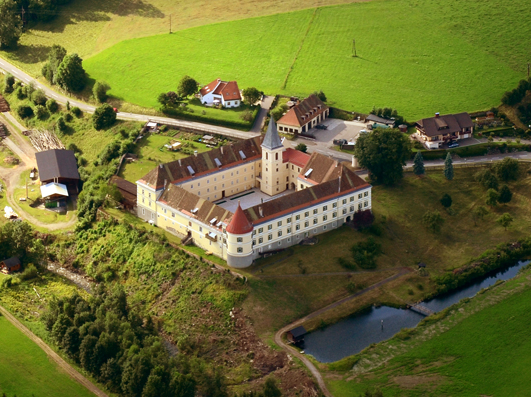
Schloss Wasserberg bei Knittelfeld in der Steiermark, einst im Besitz derer von Rindsmaul (1666 – 1671)

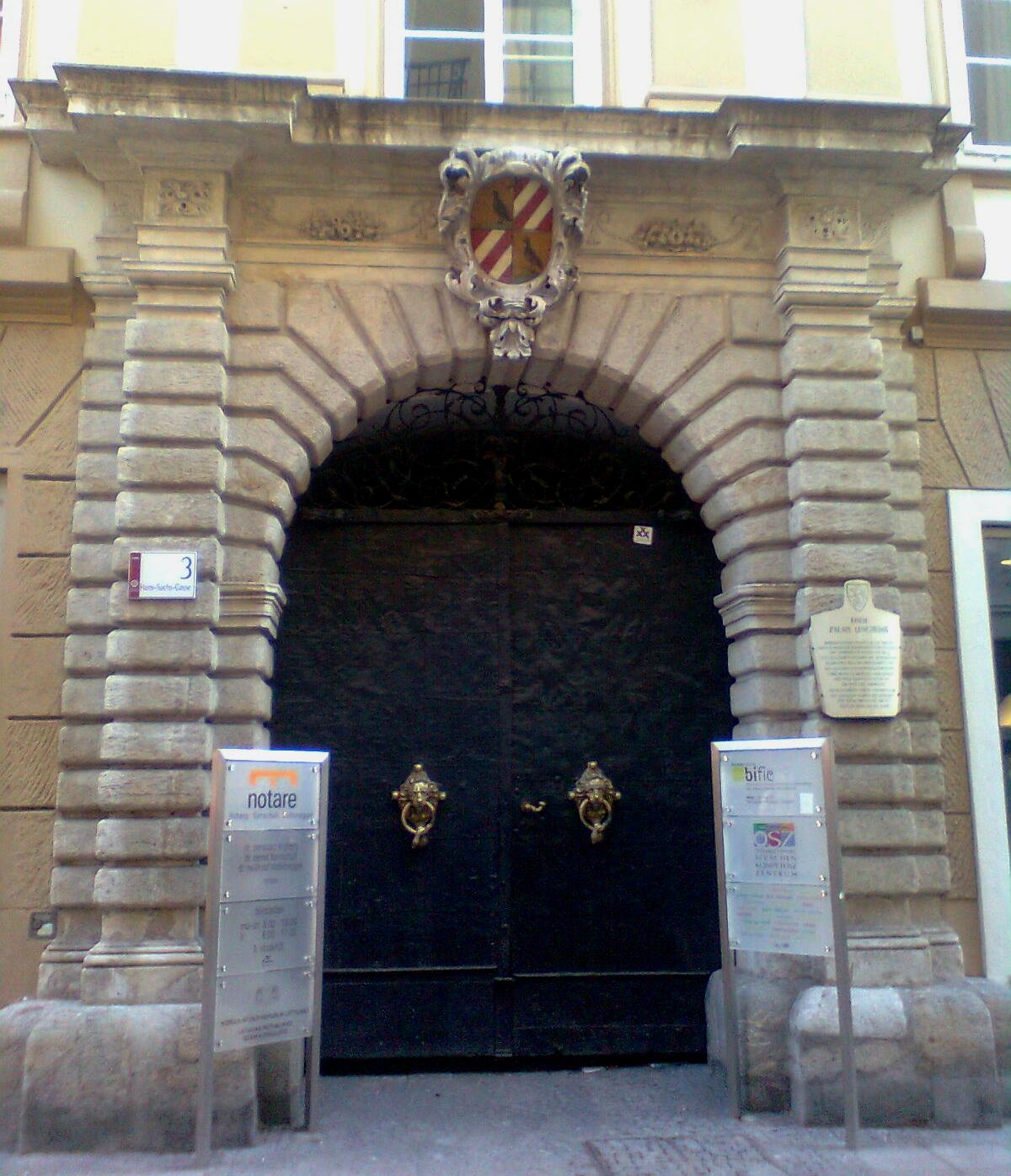
Palais Rindsmaul, Eingangstor, einst im Besitz derer von Rindsmaul (17. Jh.), später Palais Lengheimb (Hans-Sachs-Gasse) in Graz

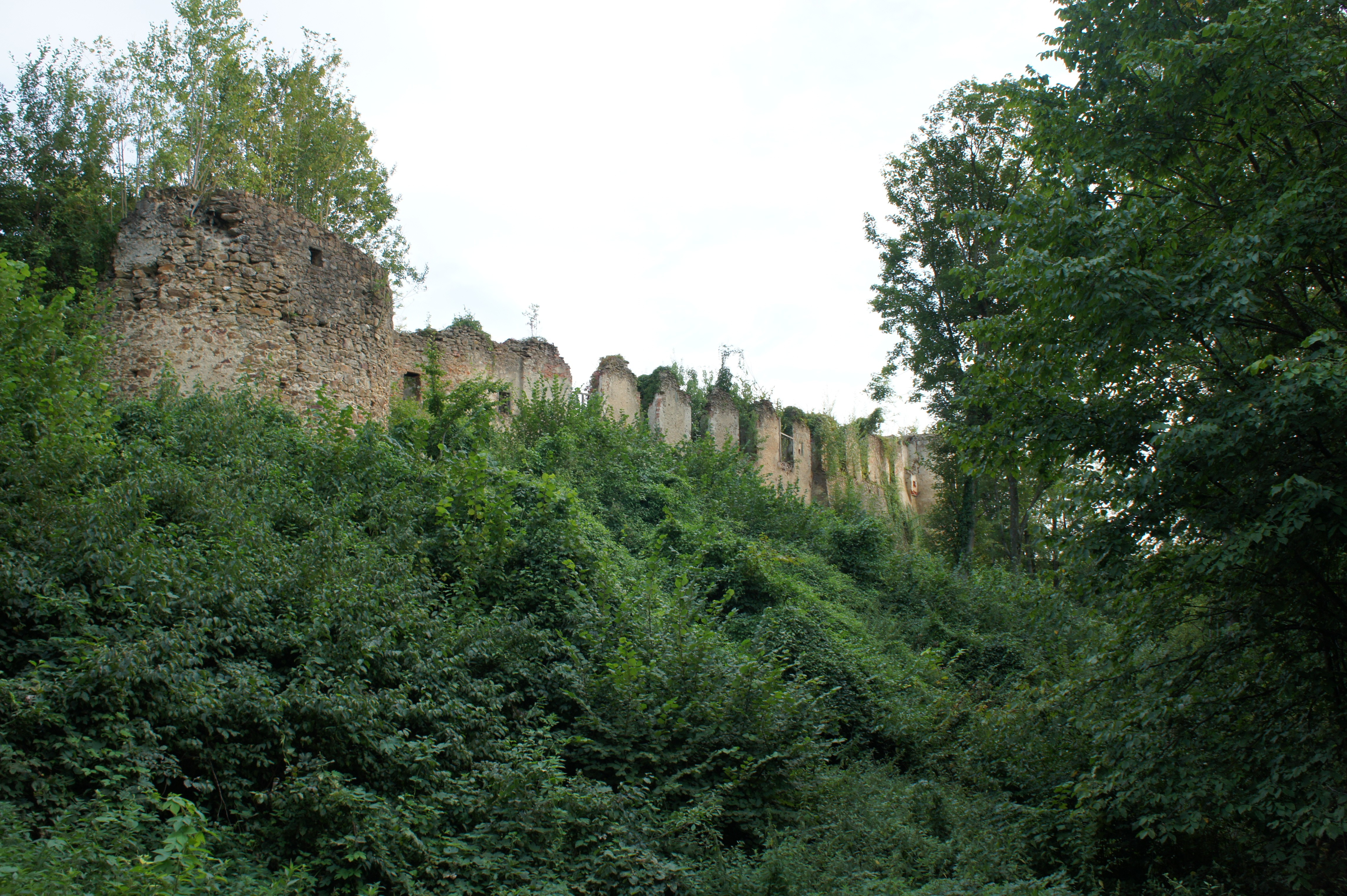
Burg Bärnegg, heute eine Schlossruine bei Elsenau (Gemeinde Schäffern) in der Oststeiermark

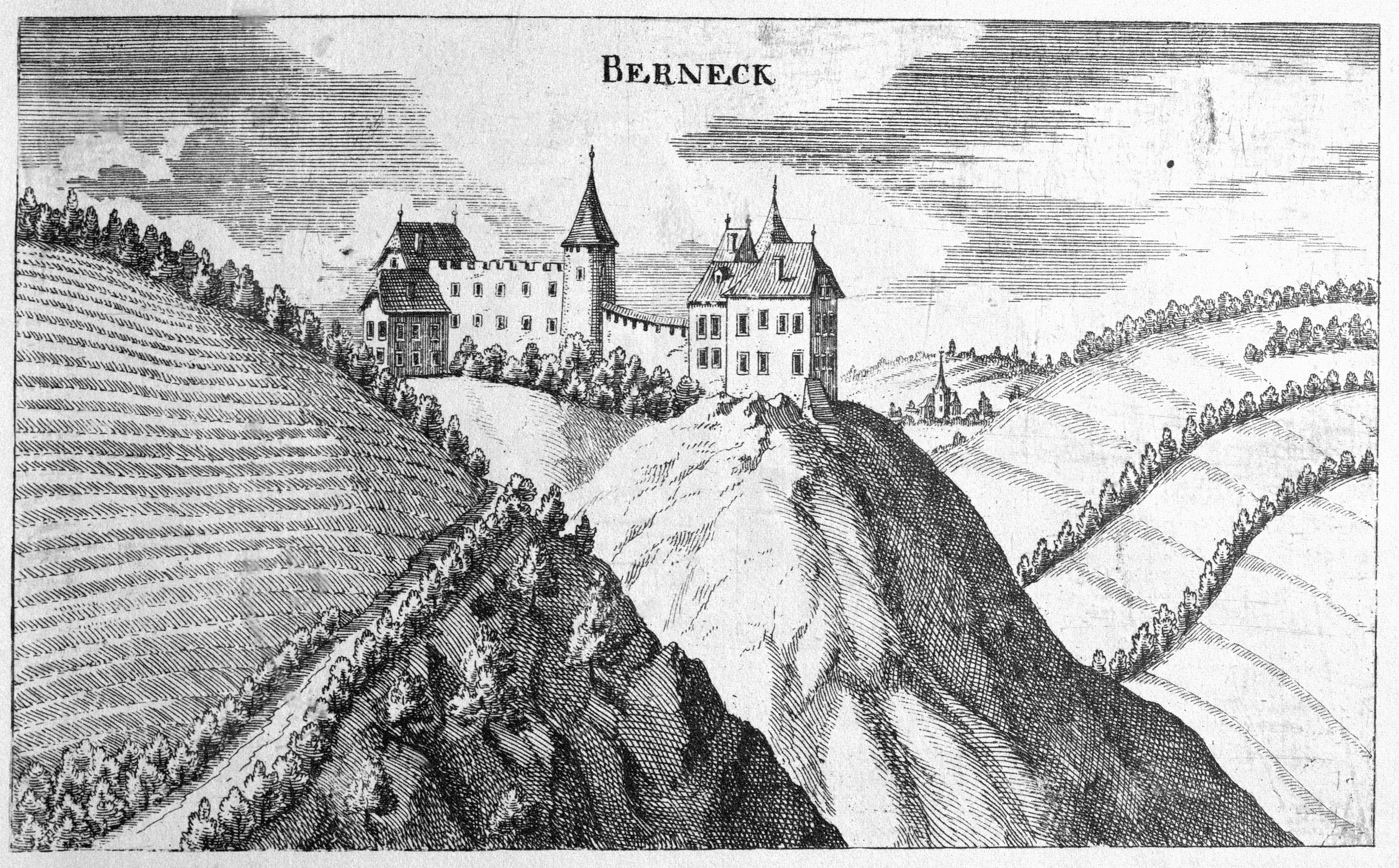
Einstiger Besitz der Rindsmauler Adelsfamilie: Burg Bärnegg in der Elsenau (Österreich), Vischer - Topographia Ducatus Stiria - 019

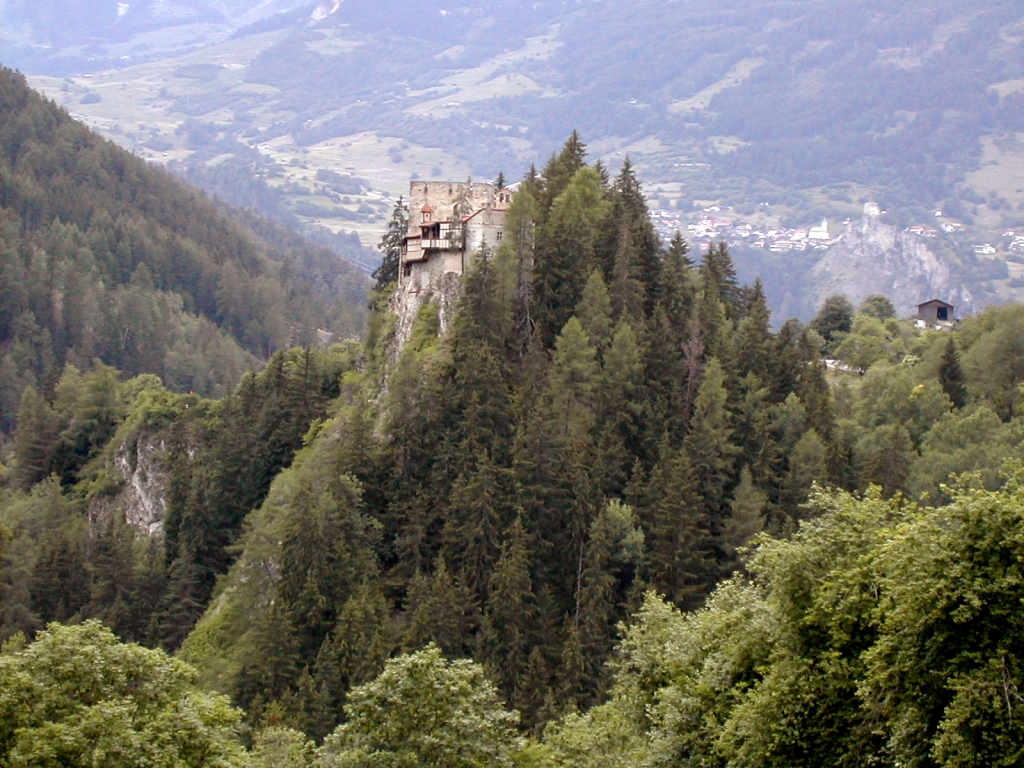
Burg Berneck (Tirol), Österreich, im 15. Jh. einstiger Besitz des Albrecht von Rindsmaul und seiner Gemahlin, der Tochter des Hilprant Rasp zu Laufenbach

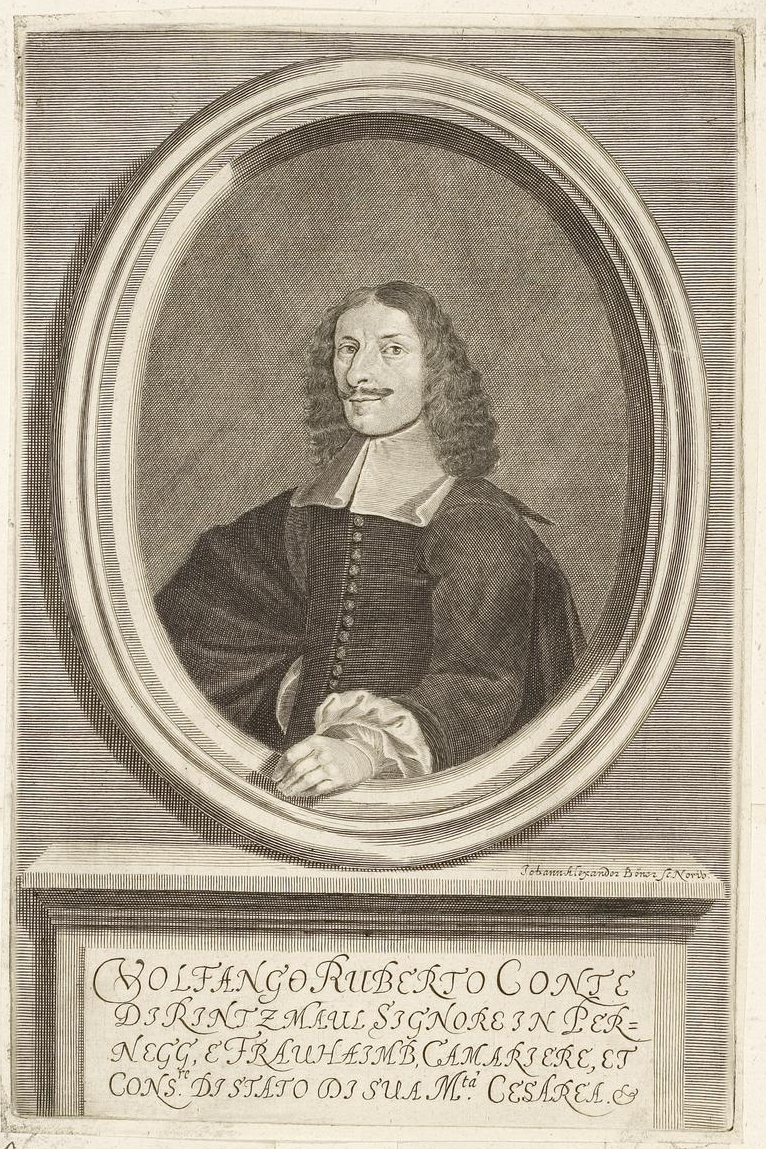
Wolfgang Rupert, Graf von Rindsmaul († 1683), Statthalter in der Steiermark, Grafik aus dem Klebeband Nr. 1 der Fürstlich Waldeckschen Hofbibliothek Arolsen

Rindsmaul (u. a. auch Rendesmule, Rindesmul, Rindtsmaul, Rintzmaul, Rindsmauler) ist der Name eines ursprünglich fränkischen, dann alten steirischen Adelsgeschlechts. Es gehörte zuerst zur Reichsministerialität, dann zum österreichischen Adel bzw. niederösterreichischen landständischen Adel sowie zum Adel in Böhmen, Krain und Görz (Gorizia).

## Geschichte

### Ursprung und Besitztümer
Das Geschlecht der Rindsmaul war eine uralte fränkische, späterhin steirische Adelsfamilie. Es erscheint zuerst urkundlich mit dem Reichsministerialen Albertus Rendesmule (Albrecht I. Rindsmaul) am 1. März 1191 als Zeuge in einer Urkunde, bzw. eines Eides Kaiser Heinrichs VI., in dem er der Stadt Pisa Rechte verleiht.

#### Die Rindsmaul im fränkischen Raum im 12. bis ins 15. Jahrhundert
Vom Ausgang des 12. bis ins 15. Jahrhundert hinein sind sie im fränkischen Raum nachgewiesen, so lagen die Lehen der Rindsmaul sowie ihr Eigenbesitz zunächst zwischen Neumarkt in der Oberpfalz und Nürnberg mit Burg Grünsberg, heute bei der Stadt Altdorf im Landkreis Nürnberger Land gelegen, als Stammsitz.
1315, einige Monate nach dem erfolgreichen gerit ze Gamolstorf (Schlacht bei Gammelsdorf), verbriefte König Ludwig der Bayer dem Ritter Sifried der Sweppfermann (Seyfried Schweppermann) eine Aufwands-Entschädigungssumme und versetzte ihm dafür seine Burg zu Grunsperg (Burg Grünsberg), die zuvor Schweppermanns Schwager Albrecht der Rindsmaul in gleicher Weise innehatte. 1272 wird Hegendorf (Hengdorf, Ortsteil der Gemeinde Rohr im Landkreis Roth in Mittelfranken) urkundlich erwähnt mit Albrecht Rindsmaul, der sein Hab und Gut in und um Hegendorf an die adeligen Nützel von Sunderbühl veräußert. Albrecht besaß auch das abgegangene Schloss Pyrbaum (auch Schloss Wolfstein zu Pyrbaum) in der Marktgemeinde Pyrbaum im Landkreis Neumarkt in der Oberpfalz (Bayern), welches die Familie im Jahr 1278 an die verwandten von Wolfstein veräußerte. Gleiches tat sie im Jahr 1350 mit ihrem Dorf „Hennenbach“ (Oberhembach), eine heutige Ortschaft in der Gemeinde Pyrbaum.
1284 übergab Albertus Rindesmul der Ältere seine Burg Wernfels („Werdenfels“) im Ortsteil Wernfels in der Gemeinde Spalt (Mittelfranken, Landkreis Roth) neben anderen Gütern der Kirche zu Eichstätt. Seine Söhne Albertus [der Jüngere] (Albrecht IV. von Rindsmaul), und Hartmannus de Rindesmaul bestätigten 1286 den Verkauf der Burg Wernfels durch ihren Vater.
Die Rindsmauler Familie war auch im Besitz von Buchberg (Ortsteil der Gemeinde Sengenthal im Landkreis Neumarkt in der Oberpfalz in Bayern), welche Hans und Hartung Rindsmaul im Jahre 1412 als Zehent an den Herzog Johann von Bayern veräußerten.
Zudem waren die Rindsmaul um das Jahr 1326 Pfleger von der als Burgruine Niederviehhausen (auch Burg Viehhausen) bekannten Höhenburg im Ortsteil Viehhausen der Gemeinde Sinzing im Landkreis Regensburg in Bayern.

#### Verzweigung der Rindsmaul in der Steiermark, Krain, Görz, Böhmen und Niederösterreich
Die urkundlich belegte ununterbrochene Stammreihe beginnt mit Sigmund von Rindsmaul um 1500. 1487 wurden die Rindsmaul in die Tiroler Adelsmatrikel aufgenommen. Die von Rindsmaul verzweigten sich von der Steiermark nach Krain, Görz, Böhmen und Niederösterreich. Mit Adalbert Napoleon Johann Nepomuk Anton, Domherren zu Olmütz, starb das alte Grafengeschlecht derer von Rindsmaul 1889 im Mannesstamm aus.
Die Rindsmauler waren nicht nur einstige Besitzer der Burgen Grünsberg und Wernfels in ihrer Urheimat, sowie von den Fideicommissgütern Bäreneck (mit Burg Bärnegg, heute eine Schlossruine bei Elsenau (Gemeinde Schäffern) in der Oststeiermark), Poppendorf, Buchenstein und Kettenbach in ihrer späteren steirischen Heimat. Sie besaßen auch Wasserberg, Frauheim, Untermaierhofen, Palais Rindsmaul bzw. Palais Lengheimb (Hans-Sachs-Gasse) in Graz, Münichhofen, Sooß, Burg Berneck (Tirol) (auch Bernegg), Gemeinde Kaunerberg, Bezirk Landeck, Tirol, Graschnitz, Palais Troyer-Spaur (Innsbruck) sowie Kronburg mit Burg Kronburg, heute die Ruine einer Felsenburg zwischen Zams und Schönwies im Bezirk Landeck, und den Schörgelhof in Graz.

#### Wasserberg
Die Herrschaft Wasserberg mit Schloss Wasserberg in der Gemeinde Gaal ca. 12 km nordwestlich von Knittelfeld (Steiermark, Österreich) wurde ab dem Jahr 1590 (wie einige Zeit davor) vom Bistum Seckau (heute Diözese Graz-Seckau) verwaltet, wobei unter den Pflegern mit dem steirischen Adligen Andreas Christof von Rindsmaul (1666 – 1671) auch ein Rindsmauler tätig war.
Frauheim
Die Familie Gall von Puchenstein war Besitzer der Herrschaft Frauheim. Die Brüder Bernhard, Siegmund und Hans Gall übertrugen den Besitz im Jahre 1514 an den Hauptmann des ungarischen Königs Mathias Corvinus sowie späteren Pfleger von Friedau und Ankenstein, Hans Rindsmaul, der viele kleinere Güter kaufte, welche er von Frauheim aus verwalten konnte, ebenso wie zahlreiche Lehensgüter. Er zeugte Michael von Rindsmaul, Obrister Feldzeugmeister und kaiserlicher Rat, der die Herrschaft Frauheim durch weitere Zukäufe erweitern konnte und um das Jahr 1560 das Bauwerk zu einem kleinen Schloss ausbaute. Andree Rindsmaul, sein Sohn, musste zur Zeit der Gegenreformation wie alle Protestanten das Land verlassen, weswegen sein katholische gewordener Bruder Rueprecht das Schloss übernahm und wie sein Vater Michael den Ausbau fortsetzen konnte. Frauheim wurde 1685 durch Johann Caspar von Kellersperg erworben.

#### Untermaierhofen
Das Schloss Untermaierhofen baute Hans Muerzer vom Mürzhof nach einer baufälligen Zeit wieder auf und veräußerte es im Jahre 1630 an Ruprecht von Rindsmaul. Die Herrschaft Untermaierhofen wurde nach einiger Zeit in Händen der Rindsmauler Familie im 17. Jahrhundert von der Witwe des Andree Gotthardt von Rindsmaul weiter an das Geschlecht der Grafen von Rottal (Adelsgeschlecht) auf Schloss Neudau übertragen.

#### Palais Rindsmaul, später Palais Lengheimb (Hans-Sachs-Gasse) in Graz
Das Grundstück des Palais Rindsmaul wurde bei der Grundaufteilung im Jahre 1689 dem innerösterreichischen Regimentsrat Bernhard Graf von Rindsmaul in der heutigen Hans-Sachs-Gasse steuerfrei übergeben, der das heutige Stadtpalais errichten ließ und es 1719 an die Grafen von Lengheim (Adelsgeschlecht) aus der Krain, später beheimatet in der Steiermark (15. Jh.), veräußerte.

#### Münichhofen
Münichshofen gehörte u. a. den Stubenbergern als Lehensherren, und 1655 gelangte das Schloss durch Vermählung an Bernhard Graf Rindsmaul, später als Heiratsgut an den Freiherrn Leopold von Stubenberg.
Sooß
Sooß war Besitz der Freiherren von Neidegg 1600 bis 1730, die zur militärisch ungenutzten Burg ein Wohnschloss zur Eigennutzung hinzubauten, und so die verlassene Burg ungepflegt ließen, bis im Jahre 1730 Graf Ferdinand Ehrenreich von Rindsmaul den Besitz erbte. Als Taufkind und Adoptivsohn von Ferdinand Raimund Freiherrn von Neidegg nahm er dessen Namen und Wappen an. Sooß erfuhr viele Umbauten und kam im Jahre 1817 über Ferdinand Ehrenreichs Nachkommenschaft an den Freiherrn Josef von Hauer.
Berneck (Bernegg) mit Schloss Bernegg (Haunerberg)
Berneck liegt etwa 12 km südöstlich von Landeck und war im Besitz von Hilprant Rasp zu Laufenbach, über dessen Tochter nach Vermählung die Herrschaft wiederum zu Albrecht Rindsmaul gelangte. Albrecht veräußerte das Gut im Jahre 1488 an Christian Tänzl.
Graschnitz
Der Besitz Graschnitz nordöstlich von Kapfenberg war im Besitz derer von Rindsmaul 1659, bis sie es im gleichen Jahr an Mathias Matthisius verkauften. Zuvor hatten die Rindsmauler ihrerseits jene seit 1650 als Witwensitz der Veronika von Ratmannsdorf geb. Freiin von Saurau (Adelsgeschlecht) liegende Herrschaft von deren Sohn Wilhelm im Jahre 1659 abgekauft.

#### Palais Troyer-Spaur in Innsbruck und der Besitz Kronberg
Im Mittelalter lagen auf dem Grundstück des heutigen Palais Troyer-Spaur (Innsbruck) zwei gotische Bürgerhäuser und eines war im Jahre 1494 im Besitz des Salzburger Chorherrn Ruprecht Rindsmaul, wobei später im Jahre 1628 beide im Besitz der Familie Strauß kamen.
Mit Kronburg besaß die Familie Rindsmaul auch die Burg Kronburg, nachdem Erzherzog Sigmund der Münzreiche die Herrschaft an den Salzburger Domherrn Ruprecht Rindsmaul verpfändet hatte. Der römisch-deutsche König Maximilian I. löste im Jahre 1502 die Pfandschaft wieder ein und übertrug sie den Grafen von Fieger als Lehensgut.

#### Schörgelhof
Der Schörgelhof (früher: Gallerhof oder Vossenburg) war Wehrbau und Edelshof auf einem kleinen Hügel an der Kreuzung Schörgelgasse-Petersgasse in Graz und gehörte als Pachtgut von 1680 bis 1685 Rudolf Freiherr von Rindsmaul.

### Nobilitierungen und dynastische Eheschließungen
Die Aufnahme in die Tiroler Adelsmatrikel erfolgte 1487.
Andres und Rupprecht von Rindsmaul auf Pernegg und Fraunheim wurden am 20. Januar 1604 in den niederösterreichischen Ritterstand erhoben. Später nobilitierte man das Geschlecht mit dem Freiherrentitel (7. März 1622) und nachfolgend mit dem Grafentitel (28. Dezember 1665).
Ferdinand Ehrenreich Graf von Rindsmaul erhielt durch Adoptivkonsens (2. Dezember 1728) über seinen Adoptivvater und Taufpaten, Freiherr Ferdinand Raimund von Neidegg, die Erlaubnis zu dessen Namen- und Wappensführung.
In den niederösterreichischen Herrenstand wurde im Jahre 1729 nicht nur Graf Siegmund Albrecht Rindsmaul Freiherr zu Fraunheim und Unter-Maierhofen, Herr der Herrschaft Pernegg in der Elsenau, Poppendorf und Puchenstein, Kämmerer, niederösterreichischer Regimentsrat und Verordneter zu Steyr, aufgenommen, sondern ebenso Ferdinand Ehrenreich Graf von Rindsmaul, Freiherr von Neidegg.
Die Familie Rindsmaul verband sich durch dynastische Ehen mit adligen Familien wie die von Glojach (Adelsgeschlecht), Stubenberg (Adelsgeschlecht), Wolfstein (Adelsgeschlecht), Cobenzl (Adelsgeschlecht) oder Steinpeiss.

## Namensträger
- Adalbert Napoleon Johann Nepomuk Anton Rindsmaul, Domherren zu Olmütz, letzter Spross im Mannesstamm
- Albertus Rendesmule (lebte um 1191), Reichsministeriale
- Albrecht Rindsmaul, Besitzer der Herrschaft Berneck (Bernegg)
- Andreas Christof von Rindsmaul, Besitzer der Herrschaft Wasserberg
- Andree Rindsmaul, Besitzer der Herrschaft Frauheim
- Andree Gotthardt Rindsmaul, Besitzer von Maierhofen
- Bernhard Graf Rindsmaul, Besitzer von Münichshofen
- Carolina Sophia, Gräfin von Rindsmaul (1682–1756), seit 1708 zweite Ehefrau des österreichischen Staatsmannes Johann Karl Philipp Graf Cobenzl
- Ferdinand Ehrenreich Graf von Rindsmaul, Besitzer von Sooß, später auch Freiherr von Neidegg
- Johanna Freiin von Rindsmaul, zweite Frau des Johann Andreas von Glojach
- Hans Rindsmaul, Besitzer der Herrschaft Fraunheim
- Hans und Hartung Rindsmaul, Besitzer der Herrschaft Buchberg (Sengenthal)
- Ludwig Graf Rindsmaul
- Michael Rindsmaul, Besitzer der Herrschaft Frauheim
- Rudolf Freiherr von Rindsmaul, von 1680 bis 1685 Pächter des Schörgelhof (früher: Gallerhof oder Vossenburg)
- Ruprecht Rindsmaul (lebte um 1630), Besitzer von Maierhofen
- Ruprecht Rindsmaul (lebte um 1500), Salzburger Chorherr/Domherr, Besitzer von Palais Troyer-Spaur in Innsbruck sowie Kronberg
- Siegmund Albrecht Graf Rindsmaul
- Sigmund Graf Rindsmaul (lebte um 1500), erster Spross der urkundlich belegten, ununterbrochenen Stammreihe
- Wolfgang Rupert Graf von Rindsmaul († 1683), Statthalter in der Steiermark

## Stammtafel
|             |             |             |             |             |             |  |  | Albert I.  | Albert I.  | Albert I.  | Albert I.  | Albert I.  | Albert I.  |            |            |               |               |               |               | Hermann       | Hermann       | Hermann       | Hermann       | Hermann       | Hermann       |              |              |               |               |               |               |               |               |              |              |              |              |  |  |               |               |               |               |               |               |  |  |       |       |       |       |       |       |  |  |           |           |           |           |           |           |
|             |             |             |             |             |             |  |  | Albert I.  | Albert I.  | Albert I.  | Albert I.  | Albert I.  | Albert I.  |            |            |               |               |               |               | Hermann       | Hermann       | Hermann       | Hermann       | Hermann       | Hermann       |              |              |               |               |               |               |               |               |              |              |              |              |  |  |               |               |               |               |               |               |  |  |       |       |       |       |       |       |  |  |           |           |           |           |           |           |
|             |             |             |             |             |             |  |  |            |            |            |            |            |            |            |            |               |               |               |               |               |               |               |               |               |               |              |              |               |               |               |               |               |               |              |              |              |              |  |  |               |               |               |               |               |               |  |  |       |       |       |       |       |       |  |  |           |           |           |           |           |           |
|             |             |             |             |             |             |  |  | Albert II. | Albert II. | Albert II. | Albert II. | Albert II. | Albert II. |            |            | Lupold        | Lupold        | Lupold        | Lupold        | Lupold        | Lupold        |               |               | Friedrich     | Friedrich     | Friedrich    | Friedrich    | Friedrich     | Friedrich     |               |               |               |               |              |              |              |              |  |  |               |               |               |               |               |               |  |  |       |       |       |       |       |       |  |  |           |           |           |           |           |           |
|             |             |             |             |             |             |  |  | Albert II. | Albert II. | Albert II. | Albert II. | Albert II. | Albert II. |            |            | Lupold        | Lupold        | Lupold        | Lupold        | Lupold        | Lupold        |               |               | Friedrich     | Friedrich     | Friedrich    | Friedrich    | Friedrich     | Friedrich     |               |               |               |               |              |              |              |              |  |  |               |               |               |               |               |               |  |  |       |       |       |       |       |       |  |  |           |           |           |           |           |           |
|             |             |             |             |             |             |  |  |            |            |            |            |            |            |            |            |               |               |               |               |               |               |               |               |               |               |              |              |               |               |               |               |               |               |              |              |              |              |  |  |               |               |               |               |               |               |  |  |       |       |       |       |       |       |  |  |           |           |           |           |           |           |
| Albert III. | Albert III. | Albert III. | Albert III. | Albert III. | Albert III. |  |  | unbekannt  | unbekannt  | unbekannt  | unbekannt  | unbekannt  | unbekannt  |            |            | Albert IV.    | Albert IV.    | Albert IV.    | Albert IV.    | Albert IV.    | Albert IV.    |               |               | Hartmann I.   | Hartmann I.   | Hartmann I.  | Hartmann I.  | Hartmann I.   | Hartmann I.   |               |               | Marquard I.   | Marquard I.   | Marquard I.  | Marquard I.  | Marquard I.  | Marquard I.  |  |  | Adelheid      | Adelheid      | Adelheid      | Adelheid      | Adelheid      | Adelheid      |  |  | Ofnia | Ofnia | Ofnia | Ofnia | Ofnia | Ofnia |  |  | Katharina | Katharina | Katharina | Katharina | Katharina | Katharina |
| Albert III. | Albert III. | Albert III. | Albert III. | Albert III. | Albert III. |  |  | unbekannt  | unbekannt  | unbekannt  | unbekannt  | unbekannt  | unbekannt  |            |            | Albert IV.    | Albert IV.    | Albert IV.    | Albert IV.    | Albert IV.    | Albert IV.    |               |               | Hartmann I.   | Hartmann I.   | Hartmann I.  | Hartmann I.  | Hartmann I.   | Hartmann I.   |               |               | Marquard I.   | Marquard I.   | Marquard I.  | Marquard I.  | Marquard I.  | Marquard I.  |  |  | Adelheid      | Adelheid      | Adelheid      | Adelheid      | Adelheid      | Adelheid      |  |  | Ofnia | Ofnia | Ofnia | Ofnia | Ofnia | Ofnia |  |  | Katharina | Katharina | Katharina | Katharina | Katharina | Katharina |
|             |             |             |             |             |             |  |  |            |            |            |            |            |            |            |            |               |               |               |               |               |               |               |               |               |               |              |              |               |               |               |               |               |               |              |              |              |              |  |  |               |               |               |               |               |               |  |  |       |       |       |       |       |       |  |  |           |           |           |           |           |           |
|             |             |             |             |             |             |  |  | Albert V.  | Albert V.  | Albert V.  | Albert V.  | Albert V.  | Albert V.  |            |            | Heinrich I.   | Heinrich I.   | Heinrich I.   | Heinrich I.   | Heinrich I.   | Heinrich I.   |               |               | Hartmann II.  | Hartmann II.  | Hartmann II. | Hartmann II. | Hartmann II.  | Hartmann II.  |               |               | Marquard II.  | Marquard II.  | Marquard II. | Marquard II. | Marquard II. | Marquard II. |  |  | Berthold      | Berthold      | Berthold      | Berthold      | Berthold      | Berthold      |  |  |       |       |       |       |       |       |  |  |           |           |           |           |           |           |
|             |             |             |             |             |             |  |  | Albert V.  | Albert V.  | Albert V.  | Albert V.  | Albert V.  | Albert V.  |            |            | Heinrich I.   | Heinrich I.   | Heinrich I.   | Heinrich I.   | Heinrich I.   | Heinrich I.   |               |               | Hartmann II.  | Hartmann II.  | Hartmann II. | Hartmann II. | Hartmann II.  | Hartmann II.  |               |               | Marquard II.  | Marquard II.  | Marquard II. | Marquard II. | Marquard II. | Marquard II. |  |  | Berthold      | Berthold      | Berthold      | Berthold      | Berthold      | Berthold      |  |  |       |       |       |       |       |       |  |  |           |           |           |           |           |           |
|             |             |             |             |             |             |  |  |            |            |            |            |            |            |            |            |               |               |               |               |               |               |               |               |               |               |              |              |               |               |               |               |               |               |              |              |              |              |  |  |               |               |               |               |               |               |  |  |       |       |       |       |       |       |  |  |           |           |           |           |           |           |
|             |             |             |             |             |             |  |  |            |            |            |            |            |            |            |            |               |               |               |               |               |               |               |               |               |               |              |              |               |               |               |               |               |               |              |              |              |              |  |  |               |               |               |               |               |               |  |  |       |       |       |       |       |       |  |  |           |           |           |           |           |           |
| Ludwig      | Ludwig      | Ludwig      | Ludwig      | Ludwig      | Ludwig      |  |  | Johann I.  | Johann I.  | Johann I.  | Johann I.  | Johann I.  | Johann I.  |            |            | Marquard III. | Marquard III. | Marquard III. | Marquard III. | Marquard III. | Marquard III. |               |               | Andreas       | Andreas       | Andreas      | Andreas      | Andreas       | Andreas       |               |               | Katharina     | Katharina     | Katharina    | Katharina    | Katharina    | Katharina    |  |  | Marquard III. | Marquard III. | Marquard III. | Marquard III. | Marquard III. | Marquard III. |  |  | Anna  | Anna  | Anna  | Anna  | Anna  | Anna  |  |  | Margarete | Margarete | Margarete | Margarete | Margarete | Margarete |
| Ludwig      | Ludwig      | Ludwig      | Ludwig      | Ludwig      | Ludwig      |  |  | Johann I.  | Johann I.  | Johann I.  | Johann I.  | Johann I.  | Johann I.  |            |            | Marquard III. | Marquard III. | Marquard III. | Marquard III. | Marquard III. | Marquard III. |               |               | Andreas       | Andreas       | Andreas      | Andreas      | Andreas       | Andreas       |               |               | Katharina     | Katharina     | Katharina    | Katharina    | Katharina    | Katharina    |  |  | Marquard III. | Marquard III. | Marquard III. | Marquard III. | Marquard III. | Marquard III. |  |  | Anna  | Anna  | Anna  | Anna  | Anna  | Anna  |  |  | Margarete | Margarete | Margarete | Margarete | Margarete | Margarete |
|             |             |             |             |             |             |  |  |            |            |            |            |            |            |            |            |               |               |               |               |               |               |               |               |               |               |              |              |               |               |               |               |               |               |              |              |              |              |  |  |               |               |               |               |               |               |  |  |       |       |       |       |       |       |  |  |           |           |           |           |           |           |
| Albert VI.  | Albert VI.  | Albert VI.  | Albert VI.  | Albert VI.  | Albert VI.  |  |  |            |            |            |            | Johann II. | Johann II. | Johann II. | Johann II. | Johann II.    | Johann II.    |               |               | Hartmann III. | Hartmann III. | Hartmann III. | Hartmann III. | Hartmann III. | Hartmann III. |              |              | Heinrich III. | Heinrich III. | Heinrich III. | Heinrich III. | Heinrich III. | Heinrich III. |              |              |              |              |  |  |               |               |               |               |               |               |  |  |       |       |       |       |       |       |  |  |           |           |           |           |           |           |
| Albert VI.  | Albert VI.  | Albert VI.  | Albert VI.  | Albert VI.  | Albert VI.  |  |  |            |            |            |            | Johann II. | Johann II. | Johann II. | Johann II. | Johann II.    | Johann II.    |               |               | Hartmann III. | Hartmann III. | Hartmann III. | Hartmann III. | Hartmann III. | Hartmann III. |              |              | Heinrich III. | Heinrich III. | Heinrich III. | Heinrich III. | Heinrich III. | Heinrich III. |              |              |              |              |  |  |               |               |               |               |               |               |  |  |       |       |       |       |       |       |  |  |           |           |           |           |           |           |

## Wappen

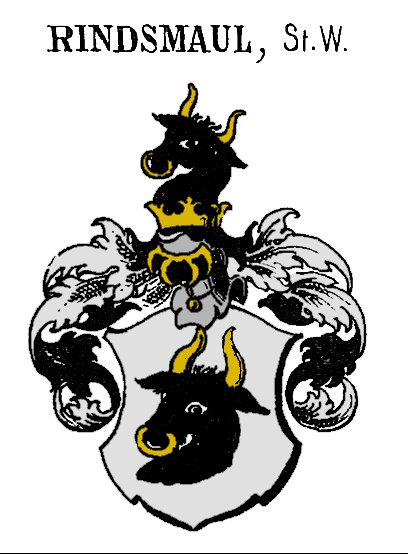
Stammwappen

### Stammwappen
Blasonierung: Das redende Stammwappen derer von Rindsmaul zeigt in Silber Kopf und Hals eines schwarzen Ochsen (Rinds) mit goldenen Hörnern und Nasenring über dem Maul; auf dem Helm mit schwarz-silberner Helmdecke der Ochsenkopf.
Eine Legende erzählt folgendes: Als König Friedrich der Schöne 1322 in der Schlacht bei Ampfing, nachdem er vom Pferd gestürzt war, von der gegnerischen Partei gefangen genommen wurde, ergab er sich dem Hauptmann Albrecht Rindsmaul – dem „Kuhmaul“, soll der geschlagene Habsburger gesagt haben, weil er so das Wappenbild des gegnerischen Ritters deutete. Albrecht Rindsmaul übergab den Habsburger-Gegenkönig dem Nürnberger Burggrafen Friedrich IV., der den hohen Gefangenen schließlich vor König Ludwig den Bayern führte.

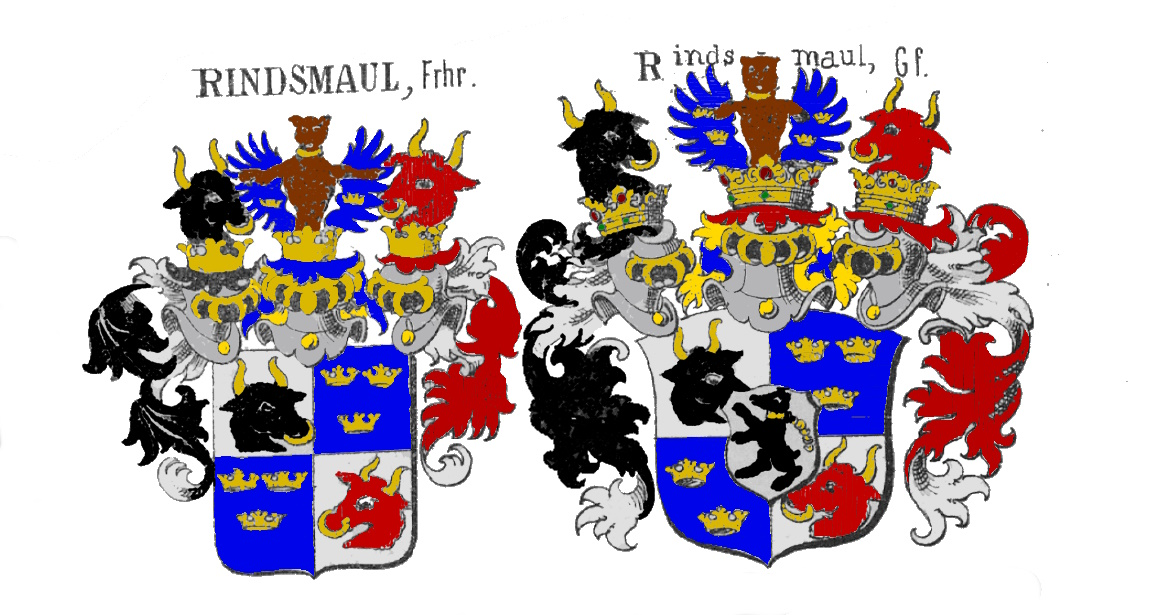
Freiherrliches (links) und gräfliches Wappen (rechts)

### Freiherrliches Wappen
Blasonierung: Das freiherrliche Wappen derer von Rindsmaul zeigt nach dem Wappenbuch von Johann Siebmacher einen gevierteten Schild, links in Rot ein nasenberingter schwarzer Ochsenrumpf, 2 und 3 in Blau drei (zwei, eine) goldene Kronen [wegen Frauheim] 4. in Silber (nach von Erzstätt in schwarz) ein roter (nach einer frühneuzeitlichen Wappensammlung ein schwarzer) Ochsenrumpf; drei gekrönte Helme: 1 und 3, der schwarze bzw. rote Ochsenkopf, 2, ein offener blauer mit den drei goldenen Kronen belegter Flug; die Helmdecken schwarz-rot.

### Gräfliches Wappen
Blasonierung: Das gräfliche Wappen derer von Rindsmaul zeigt nach dem Wappenbuch von Johann Siebmacher einen von Silber und Blau gevierteten Schild, mit goldenem Herzschild, worin ein schwarzer Bär am goldenen Halsband und abhängender Kette [wegen Bäreneck], 1, ein schwarzer, 4, ein roter Ochsenrumpf, 2 und 3 wie das freiherrliche Wappen; drei gekrönte Helme: 1. und 3. wie das frh. Wappen, 2. zwischen dem offenen blauen Flug der schwarze Bär sitzend; die Helmdecken schwarz-silber, rot-silber.
Das Wappen der Grafen von Rindsmaul wird nach Tyroff AT auch mit Wappenübernahme zum 2. Dezember 1728 gezeigt. Namen und Wappen des Taufpaten und Adoptivvaters Ferdinand Raimund Freiherren von Neidegg wurden durch Ferdinand Ehrenreich Graf von Rindsmaul übernommen.

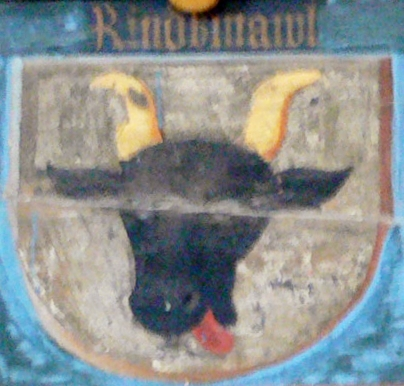
Stammwappen derer von Rindsmaul auf Festung Hohensalzburg, um 1500
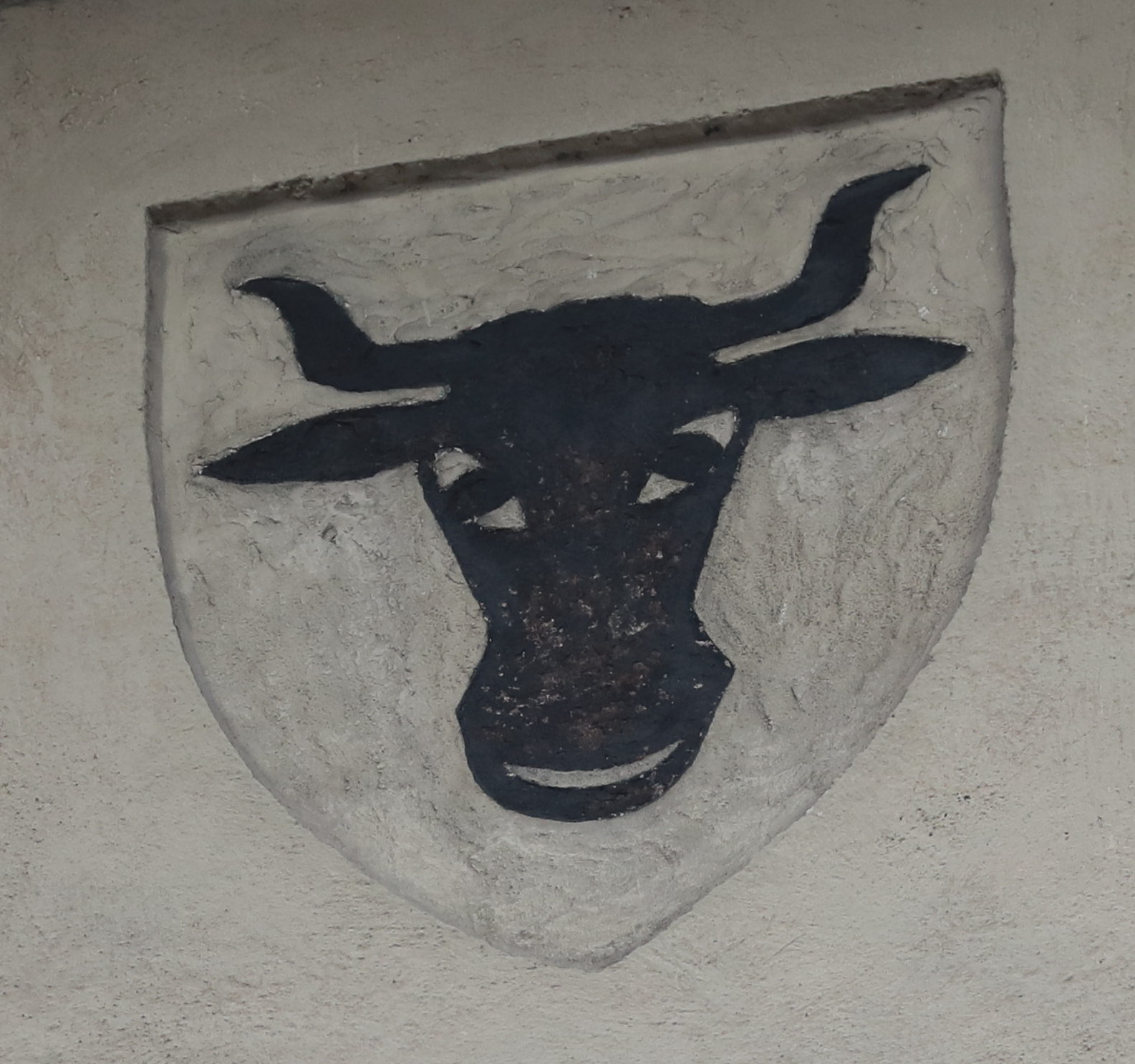
Wappenschild derer von Rindsmaul am Isartor (München)
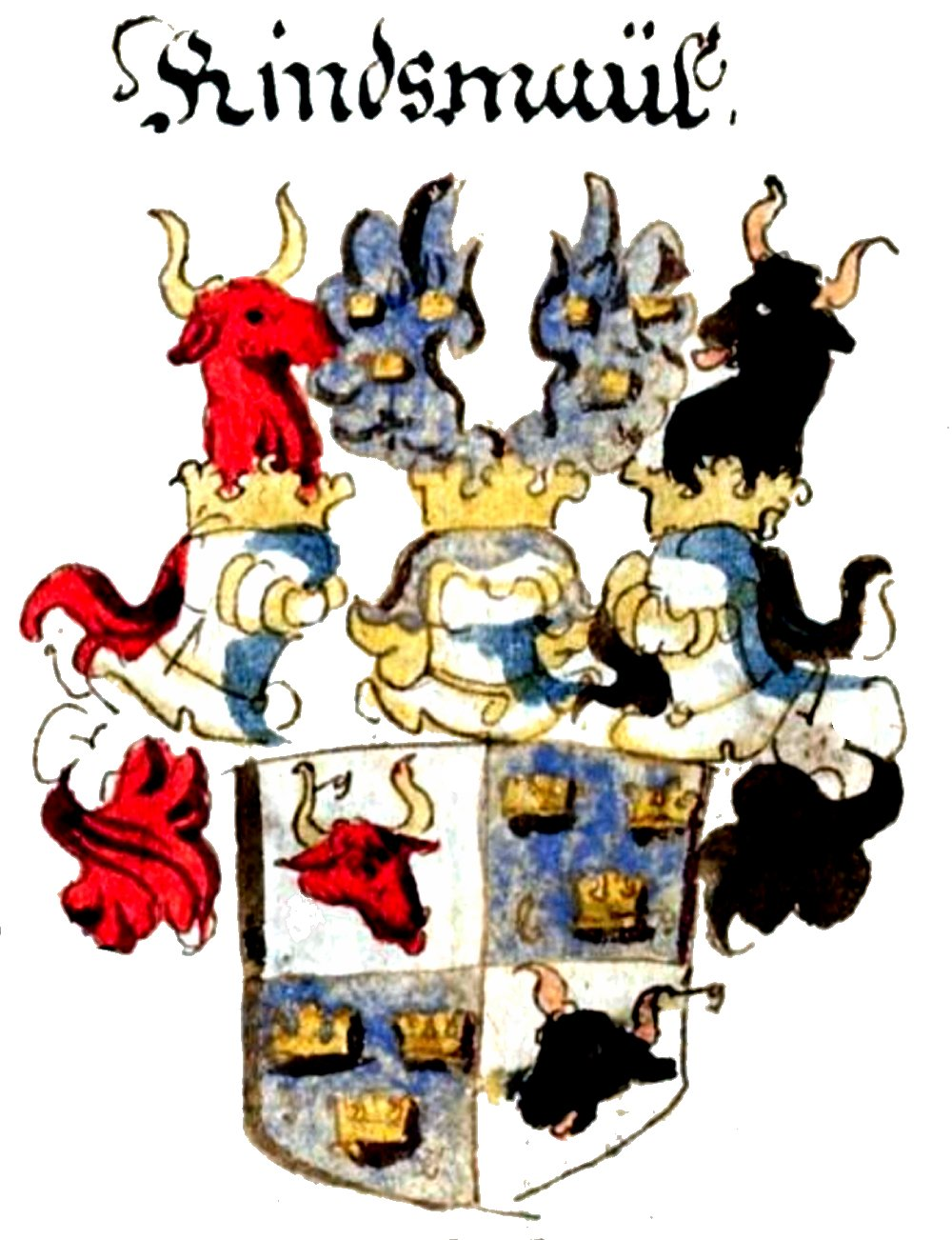
Freiherrenwappen derer von Rindsmaul, [ohne goldenem Herzschild]
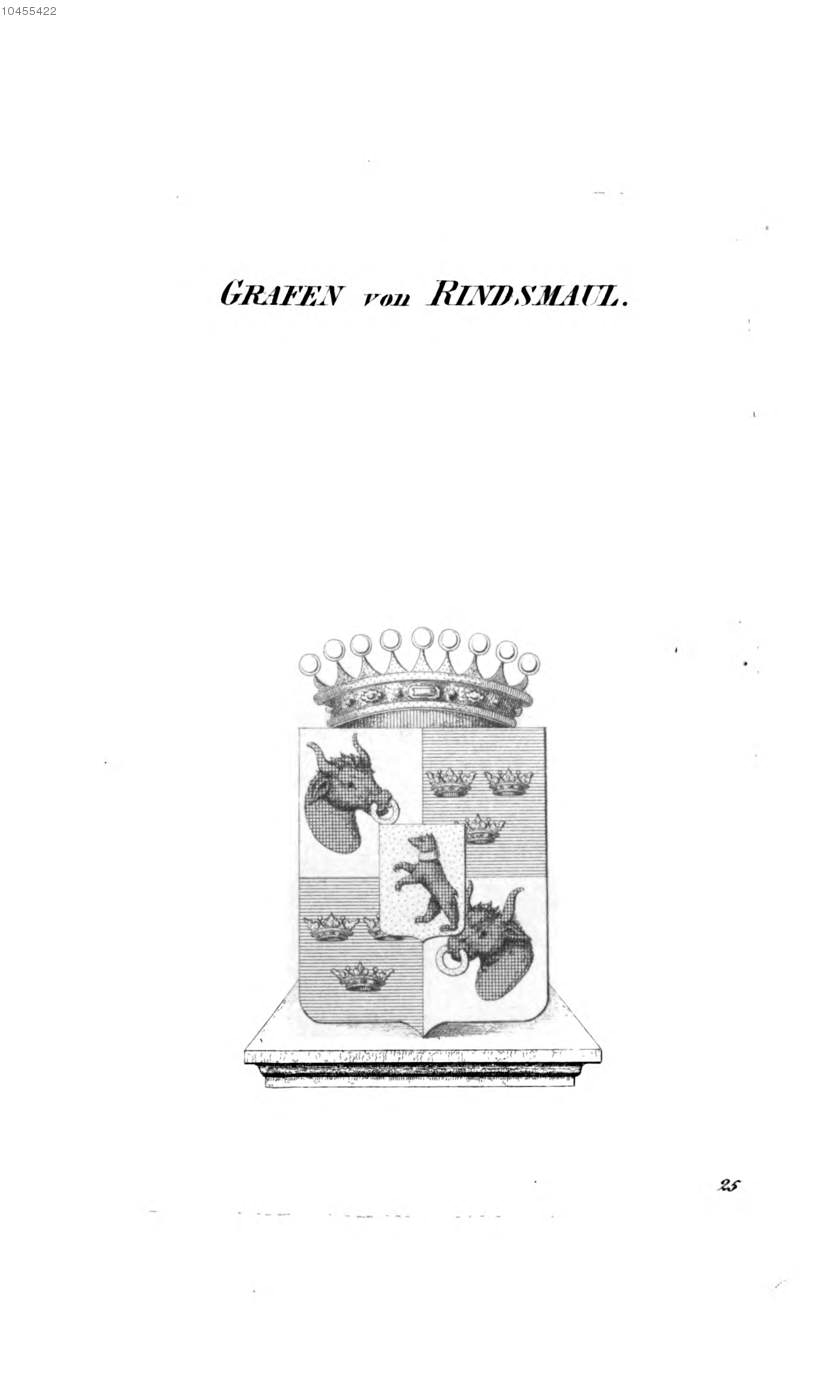
Grafenwappen derer von Rindsmaul, nach Tyroff AT
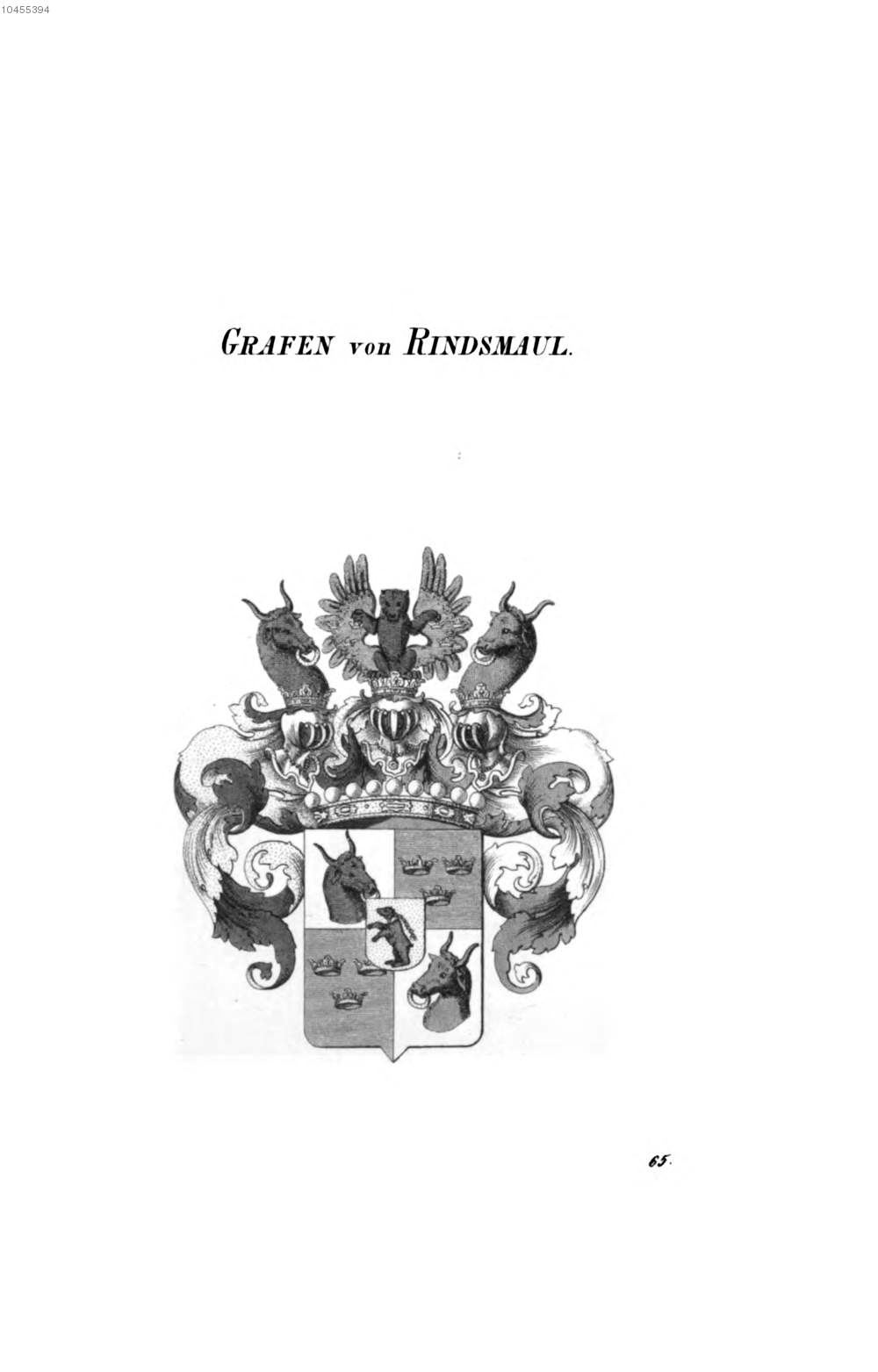
Grafenwappen derer von Rindsmaul, nach Tyroff HA
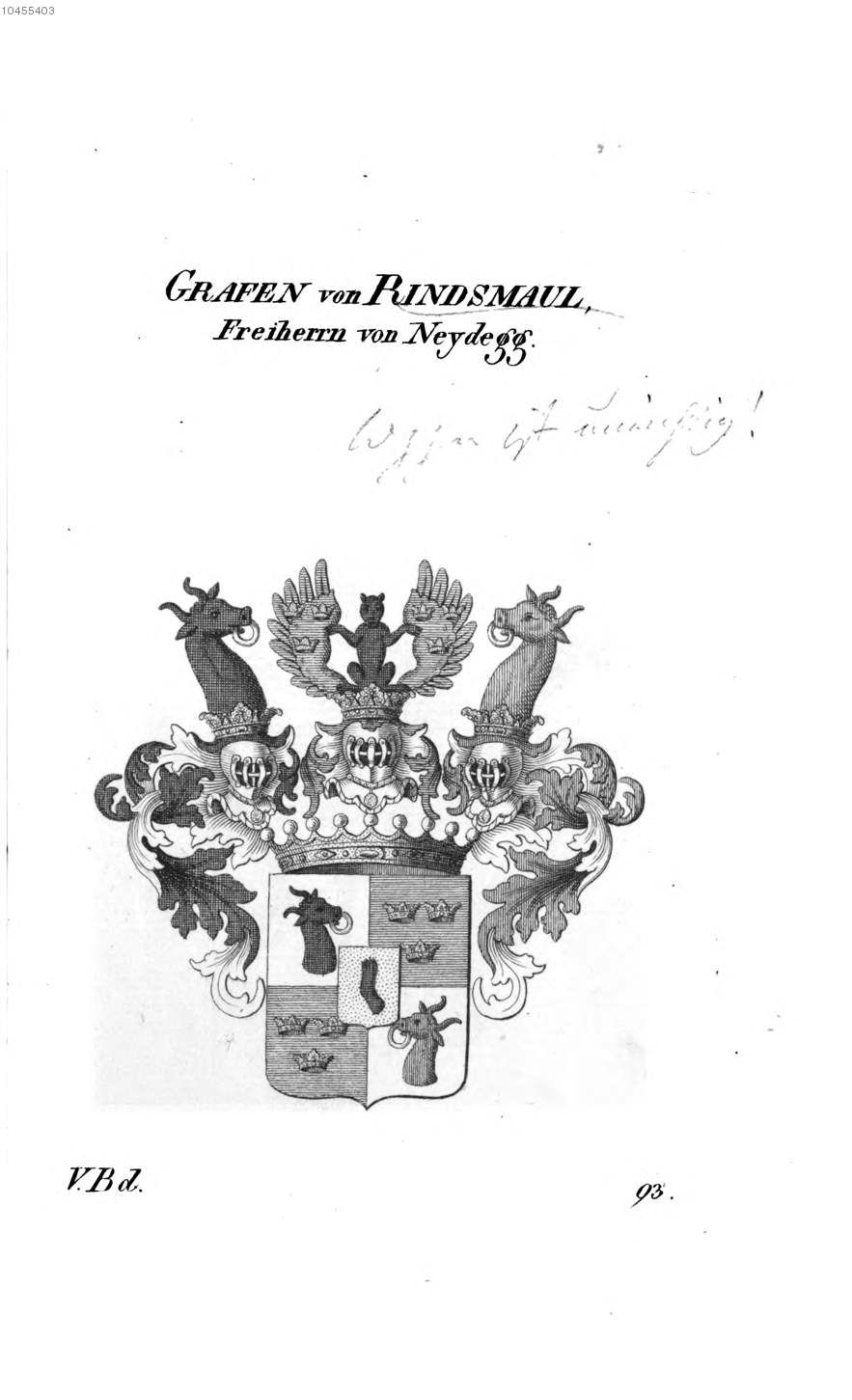
Grafenwappen derer von Rindsmaul nachdem Ferdinand Ehrenreich von Rindsmaul Name und Wappen seines Taufpaten und Adoptivvaters Ferdinand Raimund Freiherren von Neidegg übernahm (2. Dezember 1728), nach Tyroff AT
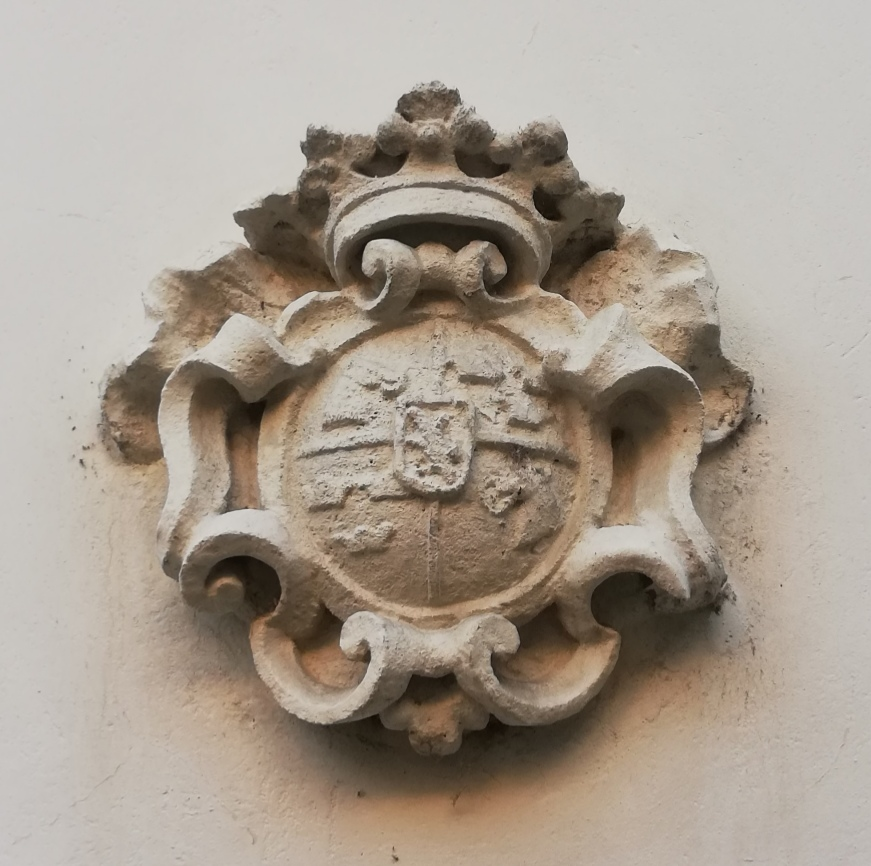
Grafenwappen im Innenhof des Landhaus, Graz